# Bannisterit
Bannisterit (IMA-Symbol Ban) ist ein selten vorkommendes Mineral aus der Mineralklasse der „Silikate und Germanate“ mit der chemischen Zusammensetzung (Ca,K,Na)(Mn2+,Fe2+)10(Si,Al)16O38(OH)8·nH2O und damit chemisch gesehen ein wasserhaltiges Schichtsilikat mit vorrangig Calcium und Mangan. Die in den runden Klammern angegebenen Elemente Calcium, Kalium und Natrium können sich in der Formel allerdings ebenso wie Mangan und Eisen sowie Silicium und Aluminium jeweils gegenseitig vertreten (Substitution, Diadochie), stehen jedoch immer im selben Mengenverhältnis zu den anderen Bestandteilen des Minerals.
Bannisterit kristallisiert im monoklinen Kristallsystem und entwickelt meist prismatische bis blättrige Kristalle und Mineral-Aggregate bis etwa 20 cm Größe von hell- bis dunkelbrauner und schwarzer Farbe bei hellbrauner Strichfarbe. Das Mineral ist durchscheinend und zeigt auf den Oberflächen einen harzähnlichen Glanz.

## Etymologie und Geschichte
Erstmals entdeckt wurde Bannisterit 1936 in der „Benallt Mine“ bei Rhiw (Llanfaelrhys) auf der Lleyn-Halbinsel im Vereinigten Königreich (Großbritannien) und beschrieben durch Foshag, der das Mineral allerdings fälschlich als Ganophyllit identifizierte. Als W. C. Smith 1948 die optischen Eigenschaften des als Ganophyllit aus der „Benallt Mine“ bezeichneten Material mit dem aus der Typlokalität „Harstig Mine“ bei Pajsberg in Schweden desselben Minerals verglich, konnte er aufgrund der strukturellen Unterschiede nachweisen, dass hier zwei Minerale mit dem gleichen Namen belegt worden waren.
Marie Louise Lindberg Smith und Clifford Frondel konnten schließlich 1968 mithilfe von Röntgenbeugungsdiagrammen an Einkristallen die Ergebnisse von W. C. Smith bestätigen und benannten das Material aus der „Benallt Mine“ Bannisterit, zu Ehren des Kurators der Mineralabteilung des British Museum in London Frederick Allen Bannister (1901–1971).
Da zur Analyse des Minerals durch M. L. Smith und C. Frondel auch Material aus der „Franklin-Mine“ in New Jersey (USA) verwendet wurde, gilt neben der „Benallt Mine“ auch Franklin als Typlokalität.
Typmaterial des Minerals wird im Harvard Mineralogical Museum (HMM) der Harvard University in Cambridge (Massachusetts) unter den Sammlungsnummern 91862-3, 108571 und 128253, im National Museum of Natural History (NMNH) in Washington, D.C. unter den Sammlungsnummern 145728 und 145729 sowie im Natural History Museum in London unter der Sammlungsnummer BM 1967,321 aufbewahrt.

## Klassifikation
Bereits in der veralteten 8. Auflage der Mineralsystematik nach Strunz gehörte der Bannisterit zur Mineralklasse der „Silikate“ und dort zur Abteilung „Schichtsilikate (Phyllosilikate)“, wo er gemeinsam mit Ganophyllit, Parsettensit und Stilpnomelan sowie den inzwischen diskreditierten Mineralen Ekmanit und Stilpnochloran im Anhang der „Hydrobiotit-Reihe (trioktaedrisch)“ mit der Systemnummer VIII/E.07b und dem Hauptmitglied Hydrobiotit und dem als fraglich geltenden Hydrophlogopit zu finden ist.
Im zuletzt 2018 überarbeiteten und aktualisierten Lapis-Mineralienverzeichnis nach Stefan Weiß, das sich aus Rücksicht auf private Sammler und institutionelle Sammlungen noch nach dieser alten Form der Systematik von Karl Hugo Strunz richtet, erhielt das Mineral die System- und Mineral-Nr. VIII/H.17-10. In der „Lapis-Systematik“ entspricht dies ebenfalls der Abteilung „Schichtsilikate“, wo Bannisterit zusammen mit Armbrusterit, Bariumbannisterit, Eggletonit, Franklinphilit, Ganophyllit, Lennilenapeit, Middendorfit, Parsettensit, Stilpnomelan und Tamait eine eigenständige, aber unbenannte Gruppe bildet.
Auch die von der International Mineralogical Association (IMA) zuletzt 2009 aktualisierte 9. Auflage der Strunz’schen Mineralsystematik ordnet den Bannisterit in die Abteilung der „Schichtsilikate (Phyllosilikate)“ ein. Diese ist allerdings weiter unterteilt nach der Struktur der Schichtenbildung, so dass das Mineral entsprechend seinem Aufbau in der Unterabteilung „Doppelnetze mit 6-gliedrigen Ringen“ zu finden ist, wo es als einziges Mitglied die unbenannte Gruppe 9.EG.75 bildet.
Die Systematik der Minerale nach Dana ordnet den Bannisterit ebenfalls in die Klasse der „Silikate und Germanate“, dort allerdings in die bereits feiner unterteilte Abteilung der „Schichtsilikate: modulierte Lagen“ ein. Hier ist er zusammen mit Stilpnomelan, Lennilenapeit, Franklinphilit und Middendorfit in der „Stilpnomelangruppe“ mit der System-Nr. 74.01.01 innerhalb der Unterabteilung „Schichtsilikate: modulierte Lagen mit verbundenen Inseln“ zu finden.

## Kristallstruktur
Bannisterit kristallisiert monoklin in der Raumgruppe A2/a (Raumgruppen-Nr. 15, Stellung 2) mit den Gitterparametern a = 22,32 Å; b = 16,4 Å; c = 24,69 Å und β = 94,3° sowie 8 Formeleinheiten pro Elementarzelle.

## Bildung und Fundorte

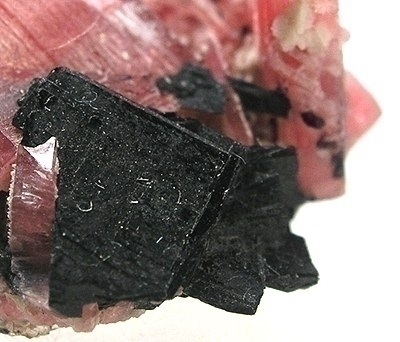
Bannisterit und Rhodonit aus Broken Hill, Yancowinna County, New South Wales, Australien

Bannisterit bildet sich metamorph in mangan- und zinkhaltigen Erzkörpern. Begleitminerale sind unter anderem mangan- und zinkhaltige Amphibole, Apophyllit, Baryt, Calcit, Fluorit, Galenit, Quarz, Rhodonit und Sphalerit.
Als seltene Mineralbildung konnte Bannisterit nur an wenigen Orten nachgewiesen werden, wobei weltweit bisher rund 20 Fundorte dokumentiert sind (Stand 2022). Seine Typlokalitäten, die „Benallt Mine“ bei Rhiw (Llanfaelrhys) und die „Franklin-Mine“ in New Jersey sind dabei die bisher einzigen bekannten bzw. gesicherten Fundorte im Vereinigten Königreich und den Vereinigten Staaten von Amerika. Ein weiterer Fundort in der Lagerstätte „Bald Knob“ bei Sparta im Alleghany County des US-amerikanischen Bundesstaates North Carolina gilt bisher als nicht bestätigt.
Weitere bekannte Fundorte sind unter anderem Broken Hill in Australien, die „Monte Alpe Mine“ bei Maissana in der italienischen Region Ligurien, mehrere Gegenden auf Honshū und Shikoku in Japan, Botnedal in der norwegischen Kommune Tokke, zwei Lagerstätten im rumänischen Kreis Suceava, Baschkortostan, Chakassien, Swerdlowsk und Tscheljabinsk in Russland, die slowakische Region Košice und die schwedische Gemeinde Lindesberg (Västmanland).